# Blood of the Saints
Blood Of The Saints (с англ. — «Кровь святых») — четвёртый студийный альбом немецкой пауэр-метал группы Powerwolf, выпущенный 29 июля 2011 года.
В ограниченном издании альбома был добавлен бонусный диск под названием The Sacrilege Symphony (And Still the Orchestra Plays), который содержит оркестровые версии песен группы.

## Список композиций
Слова и музыка всех песен — Бенджамина Бусса.
| №                   | Название                                      | Длительность |
| ------------------- | --------------------------------------------- | ------------ |
| 1.                  | «Opening: Agnus Dei»                          | 0:48         |
| 2.                  | «Sanctified With Dynamite»                    | 4:25         |
| 3.                  | «We Drink Your Blood»                         | 3:42         |
| 4.                  | «Murder at Midnight»                          | 4:47         |
| 5.                  | «All We Need Is Blood»                        | 3:38         |
| 6.                  | «Dead Boys Don't Cry»                         | 3:25         |
| 7.                  | «Son of a Wolf»                               | 3:59         |
| 8.                  | «Night of the Werewolves»                     | 4:30         |
| 9.                  | «Phantom of the Funeral»                      | 3:09         |
| 10.                 | «Die, Die, Crucified»                         | 3:00         |
| 11.                 | «Ira Sancti (When the Saints Are Going Wild)» | 6:25         |
| Общая длительность: | Общая длительность:                           | 41:46        |

| №                   | Название                                                           | Длительность |
| ------------------- | ------------------------------------------------------------------ | ------------ |
| 1.                  | «Raise Your Fist, Evangelist (Orchestral Version)»                 | 4:30         |
| 2.                  | «In Blood We Trust (Orchestral Version)»                           | 4:50         |
| 3.                  | «Sanctified With Dynamite (Orchestral Version)»                    | 5:26         |
| 4.                  | «Ira Sancti (When the Saints Are Going Wild) (Orchestral Version)» | 5:28         |
| 5.                  | «Moscow After Dark (Orchestral Version)»                           | 5:31         |
| Общая длительность: | Общая длительность:                                                | 25:45        |

## Участники записи
- Аттила Дорн — вокал
- Мэтью Грейвольф — гитара
- Чарльз Грейвулф — гитара, бас-гитара
- Том Диенер — ударные, перкуссия
- Фальк Мария Шлегель — клавишные, орган

## Позиции в чартах
| Чарты (2011)                  | Высшая Позиция |
| ----------------------------- | -------------- |
| Германия (Offizielle Top 100) | 23             |